# Christuskirche (Neuruppin)

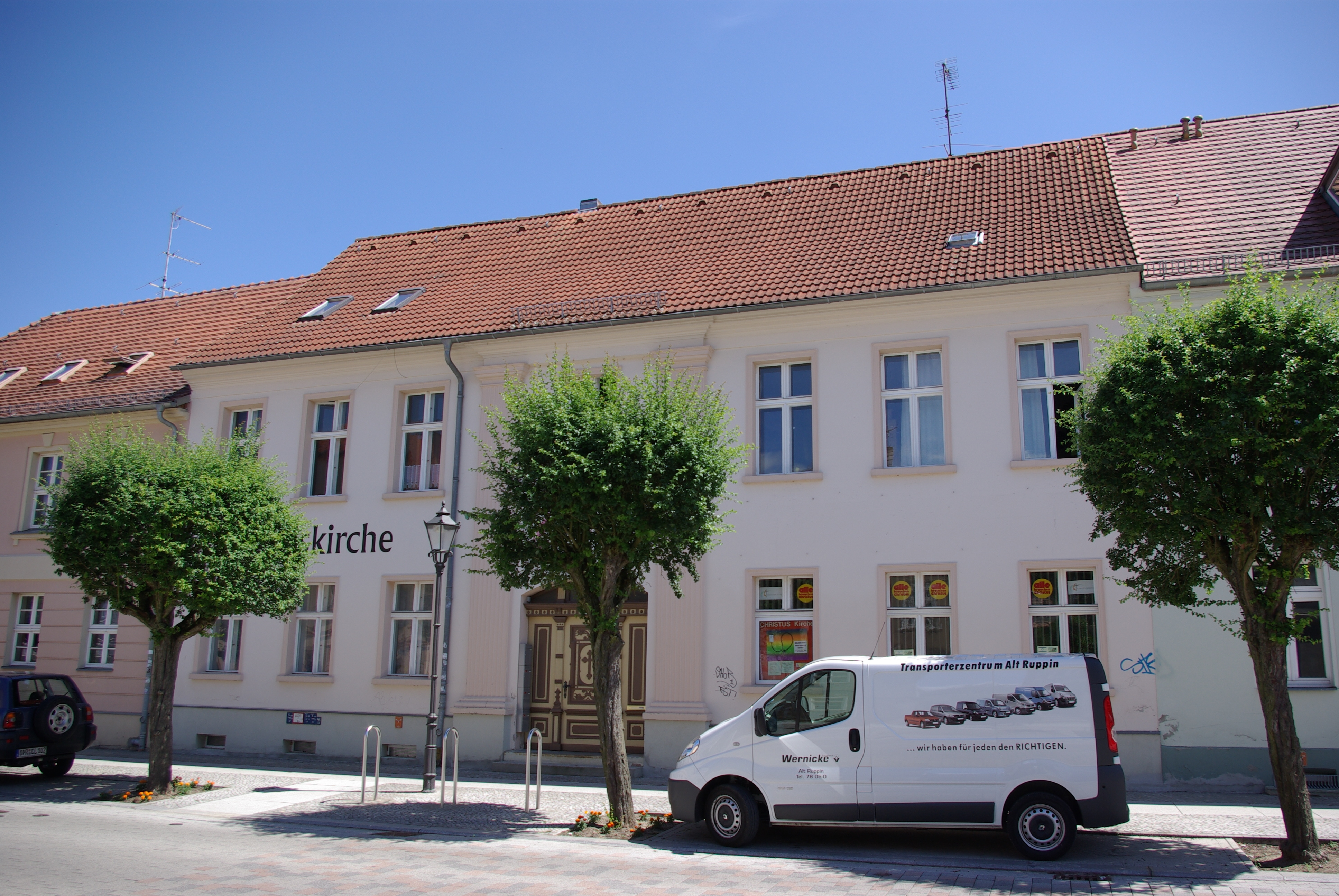
Pfarrhaus auf der Straßenseite (2011)

Die Christuskirche in Neuruppin ist eine methodistische Kirche im Brandenburger Landkreis Ostprignitz-Ruppin. Das denkmalgeschützte Gebäudeensemble besteht aus dem Pfarrhaus und dem im Hof erbauten Kirchengebäude. Die Kirchengemeinde gehört zur Evangelisch-methodistischen Kirche. Des Weiteren betreibt die Gemeinde das „Begegnungscafe“ Leuchtturm im schräg gegenüberliegenden Gebäude.

## Lage
Sie befindet sich in der August-Bebel-Straße 51, im nordwestlichen Teil des Zentrums der Fontanestadt.

## Geschichte
Das Pfarrhaus wurde ursprünglich um 1790 als Wohnhaus erbaut. Zwischen 1856 und 1866 befand sich hier das Johanniter-Kreiskrankenhaus. Anschließend wurde das Gebäude bis 1897 als Gemeindeknabenschule genutzt, mit einer kurzen Zwischenphase (1874–1880) als evangelisches Lehrerseminar. Im Jahr 1898 erwarb die Bischöfliche Methodisten-Kirche in Berlin das Gebäude mitsamt dem Hof, sodass die 1869 gegründete methodistische Gemeinde Neuruppins mit dem Bau ein Pfarrhaus erhielt. Im selben Jahr wurde sowohl das Gebäude umgebaut als auch auf dem Hof der Kirchsaal errichtet.

## Pfarrhaus
Es handelt sich um einen zweigeschossigen massiven Putzbau aus Backstein mit sieben Achsen. Im Zentrum der straßenseitigen Fassade besitzt das Gebäude einen flachen Mittelrisalit. Darin befindet sich das aufwändig geschnitzte Tor aus dem Jahr 1898, flankiert zu beiden Seiten von dorischen Kolossalpilastern. Hinter dem Zugang verläuft ein breiter Flur zum Hof. Dieser war früher einmal eine Durchfahrt.

## Kirche
Quer auf dem Hof steht der fünfachsige Kirchsaal. Das eingeschossige Gebäude aus Backstein ist teilweise verputzt und wird durch ein Pultdach abgeschlossen. Wie das Pfarrhaus besitzt es eine hölzerne geschnitzte Tür. Ein Teil des Inventars im Inneren – Altar, Kreuz, Kanzel, Taufe, zwei Gestühlsblöcke – stammt aus der Erbauungszeit.